# Georg Hellmuth Neuendorff
Georg Hellmuth Neuendorff (* 26. Oktober 1882 in Belzig, Provinz Brandenburg; † 14. März 1949 in Dresden) war ein deutscher Schriftsteller und Reformpädagoge. Er gründete die von 1912 bis 1920 bestehende Dürerschule in Hochwaldhausen in Hessen.

## Leben
Der Sohn eines Predigers und Schulrats legte 1902 die Reifeprüfung an einem Gymnasium in Posen ab. Nach dem Militärdienst und praktischen Sprachstudien in der Schweiz begann er ein Studium der neueren Sprachen, der Geschichtswissenschaft und der Philosophie an der Berliner Universität. Er fand jedoch keinen Zugang zu dem seiner Meinung nach zu abstrakten Hochschulbetrieb und wandte sich Ende 1904 der schriftstellerischen Betätigung zu. So gab er u. a. zwei Werke des englischen Schriftstellers Percy Bysshe Shelley aus der Zeit der Romantik in kommentierter deutscher Übersetzung heraus.
1909 erhielt er eine Einladung an die drei Jahre zuvor von Paul Geheeb und Gustav Wyneken gegründete Freie Schulgemeinde Wickersdorf im Thüringer Wald. Hier war er nahezu drei Jahre als Lehrer für neuere Sprachen, Deutsch und Geschichte tätig. Er lernte hier auch seine spätere Ehefrau Elisabeth Louis kennen, die dort ebenfalls Lehrerin war. Aus der Ehe entstammten zwei Söhne.
Schon bald drängte Neuendorff darauf, ausgehend von seinen Erfahrungen als Lehrer in Wickersdorf, seine eigene Reformschule (er selbst sprach in seinen Schriften von Erziehungsschule) zu verwirklichen, wozu er 1912 die Gelegenheit erhielt. Weltanschaulich stand Neuendorff damals bereits der Freideutschen Jugend und dem Wandervogel nahe. Während eines Sanatoriumsaufenthaltes in Waldhof-Elgershausen bei Wetzlar erfuhr er von dem durch Jean Berlit 1903 gegründeten Luftkurort Hochwaldhausen im Vogelsberg. Dort bestanden bereits Pläne, ein Landschulheim zu errichten. Rasch einigten sich Neuendorff und Berlit darauf, die neue Reformschule in Hochwaldhausen zu errichten. Die Lage in dem naturnahen Mittelgebirge erschien Neuendorff geradezu ideal, während sich Berlit eine höhere Attraktivität seines neuen Kurzentrums versprach.
Am 2. September 1912 wurde die neue Dürerschule Hochwaldhausen eröffnet. Rasch erwarb die Einrichtung einen guten Ruf im gehobenen Bürgertum und aus dem ganzen Deutschen Reich schickten wohlhabende Eltern ihre Kinder zum Internatsunterricht nach Hochwaldhausen. Zugleich wirkten dort anerkannte Lehrkräfte. In verschiedenen Fachzeitschriften legte Neuendorff seine Erfahrungen als Leiter der Dürerschule dar. Weiterhin engagierte er sich in der Volks- und Heimatkunde. Von 1916 bis 1918 war er zum Kriegsdienst eingezogen.
Neuendorff pflegte einen eher autoritären Führungsstil und glaubte, in der Leitung „seiner“ Schule unersetzbar zu sein. Hinzu kam ein merkbarer Antisemitismus, obgleich ein großer Teil der Schüler und auch einige Lehrer Juden waren. Nach der Novemberrevolution 1918 wurde die Opposition innerhalb der Schülerschaft gegen Neuendorff immer stärker.
Der Selbstmord einer Schülerin im Oktober 1920 deckte schließlich einen systematischen Missbrauch mehrerer Internatsschülerinnen durch Neuendorff auf. Der Schulleiter versuchte, sich durch Flucht nach Argentinien seiner Verantwortung zu entziehen. Dennoch wurde er gefasst und 1924 zu 6 Jahren Freiheitsstrafe und Ehrverlust verurteilt. Die Dürerschule wurde noch Ende 1920 geschlossen und an ihrer Stelle 1921 die Bergschule gegründet.
Nach der Haftentlassung ließ sich Neuendorff in Dresden nieder, wo er bis zu seinem Tod in der Arnoldstraße 31 wohnte. Fortan betätigte er sich als Schriftsteller, der sich mit dem sogenannten Auslandsdeutschtum befasste. Immer mehr rückte jedoch Südamerika in den Mittelpunkt seines Interesses, das durch seinen vorübergehenden Aufenthalt in Argentinien geweckt worden war. Von 1935 bis zu seinem Tod veröffentlichte er über 80 Aufsätze und Bücher zu lateinamerikanischen Themen. Zudem übersetzte er die Werke südamerikanischer Autoren ins Deutsche.

## Schriften
- Reformschulen auf dem Lande und Volksbildung. in: Gemeinnützige Blätter. Frankfurt am Main 1912
- Die Bedeutung der freien Schule für die Neugestaltung von Bildung und Erziehung. in: Die neue Erziehung. Sozialistische Paedagogische Zwei-Wochenzeitschrift. Hrsg. von Dr. M. H. Baege. Darmstadt 1919
- Schulgemeinde und Schülerausschuss. in: Deutsche Politik. Wochenschrift für Welt- und Kulturpolitik. Hrsg. von Ernst Bäckh, Paul Rohrbach, Philipp Stein. Berlin 1919
- Verstreutes Deutschtum in Europa. Leipzig 1937
- Südamerikanische Erzähler. Halle (Saale) 1948